# Ганс Фелікс Гузадель
Ганс Фелікс Гузадель, нім. Hans Felix Husadel (18 травня 1897, Пренцлау, Укермарк, Німецька імперія — 25 липня 1964, Аулендорф, Західна Німеччина) — німецький композитор і диригент. Здобув популярність як модернізатор військового оркестру і творець нехарактерних раніше для Німеччини маршів в «американському» стилі (розмір 6/8), які до цього часу використовуються в Люфтваффе Німеччини. У його творчості відчувається вплив таких композиторів, як Джон Філіп Суза та Луї Ганн (зокрема його Cordial Marsch має численні паралелі з маршем Le père la victoire Ганна).

## Молодість
З дитинства брав уроки фортепіано. Також був здібним художником, але віддав перевагу музичній кар'єрі.
За непідтвердженими відомостями пішов на Першу світову війну добровольцем, служив військовим музикантом. Після закінчення війни навчався у Вищому державному музичному училищі (нині входить до складу Берлінського університету мистецтв) у Берліні. Його вчителями фортепіано та композиції були Франц Шрекер та Лео Шраттенгольц.
1 січня 1923 р. вступив на службу в рейхсвер військовим музикантом до 5-го прусського піхотного полку в Пренцлау. Між 1925 і 1928 рр. був знову переведений до Берліна, щоб закінчити музичне навчання. Очолив військовий оркестр навчального батальйону 14-го піхотного полку в Донауешингені. Його недільні концерти передавалися по радіо, також він керував місцевим оркестром.
Саме в цей час він зацікавився модернізацією військових оркестрів та створенням нових творів для них. Його активність у цій сфері невдовзі зробила його центральною фігурою у німецькій військовій музиці.

## Кар'єра у люфтваффе
У 1935 р. Гузадель був переведений у новостворений люфтваффе і призначений на посаду обермузикмайстера з дорученням організувати музичний корпус для цього роду військ. 1 квітня 1935 р. він був також призначений професором Музичного училища, де він викладав теорію та композицію до 1945 року. Одним із його студентів був майбутній композитор і диригент Курт Ґраунке, який вивчав у нього диригування.
Гузадель виявився активним і здібним реформатором музичних оркестрів, які повністю віддавали себе справі з великою пристрастю. У 1935 р. він уперше використав у німецькому військовому оркестрі саксофон за активної підтримки свого шефа і покровителя Германа Герінга. Очевидно, особливе задоволення Герінгу приносила наявність у своєму оркестрі саксофона, який ненавидів і зневажав як «виродницький» його конкурент у боротьбі за владу Генріх Гіммлер. Одним із найбільш вдалих прикладів є використання тріо саксофонів у марші «Срібний кондор» (до 1945 р. — Марш авіаполку «Горст Вессель»). Приклад виявився заразливим для кларнетистів німецьких військових оркестрів, які почали купувати саксофони власним коштом.
Як зразок для оркестру люфтваффе нового типу Гузадель обрав італійський симфонічний оркестр мідних інструментів. Особливе враження на нього справив своєю реформаторською роботою Алессандро Вессела (1860—1929), керівник оркестру карабінерів Риму, а також низка інших італійських військових оркестрів. Першим концертом оркестру італійської авіації керував відомий композитор П'єтро Масканьї.
Гузадель ввів до оркестру додаткові інструменти: англійський ріжок, широкий діапазон кларнетів, у тому числі пікколо-кларнет in As, бас-кларнет та контрабас-кларнет; бас-тромбон та альт-тромбон. Були модифіковані тенорові та баритонові туби так, щоб їх розтруби виступали вперед, а механічну частину було зручніше використовувати під час руху на марші. Традиційні обертальні клапани на бас-тромбонах замінили пістонами. Мензури високотонових духових інструментів були звужені, щоб досягти більш виразного і чіткого звуку. В результаті оркестри Гузаделя набули унікального тембру з сильними та різноманітними середніми мелодійними лініями.
В оркестрах, якими керував Гузадель, перевагу віддавали інструментам зі срібним покриттям, що надавало їм сучасніший вигляд у порівнянні зі стандартними оркестрами з латунними інструментами. Оркестри Гузаделя стали взірцем для повоєнних армій обох Німеччин — як музичного корпусу бундесверу ФРН, так і музичних організацій ННА НДР, включаючи центральний оркестр ННА. Вплив творів Гузаделя відчувається і у маршах його «конкурентів зі сходу», наприклад, у композиціях Вольфганга Ледера.
13 серпня 1936 року Гузадель був призначений Музичним керівником Люфтваффе (Luftwaffenmusikinspizient). Продовжував займатися реорганізацією оркестрів, читав лекції та проводив демонстрації на радіо, за що 1941 року отримав посаду Старшого музичного керівника люфтваффе (Oberinspizient der Luftwaffe).
13 серпня 1936 року Гузадель та його напарник із сухопутних військ Герман Шмідт керували Великою церемонією (Großer Zapfenstreich) з 4 тис. музикантів на літніх Олімпійських іграх 1936 року.

## Післявоєнний період
Після війни Гузадель залишив своє житло у Фінкенкрузі (нині частина Фалькензее), проживав у радянській зоні окупації. Він підтримував дружні стосунки з такими композиторами, як Франц Легар та Пауль Лінке, а також працював театральним директором у містах Берлін та Стендаль. У Берліні він також створив симфонічний оркестр, який давав знамениті концерти у зоопарку, де виконував музику зі складним аранжуванням.
У 1953 р. за порадою лікаря і дружини переїхав до Західної Німеччини, у Равенсбург. Керував місцевим оркестровим товариством, брав участь у поп-концертах, радіопередачах, великих музичних фестивалях. Під його наставництвом створювали музику такі композитори, як Арнольд Ебель, Борис Блахер, Герберт Бруст, Еберхард Людвіг Віттмер, Вернер Егк та Рудольф Вагнер-Реґені. За свою роботу був нагороджений Почесною медаллю ФРН (Bundesehrenmedaille).
Помер від серцевого нападу, диригуючи оркестром на окружному музичному фестивалі в Аулендорфі 25 липня 1964 року під час виконання останніх акордів увертюри до Il Guarany Антоніо Карлоса Гомеса.